# Svenska Kälksportförbundet

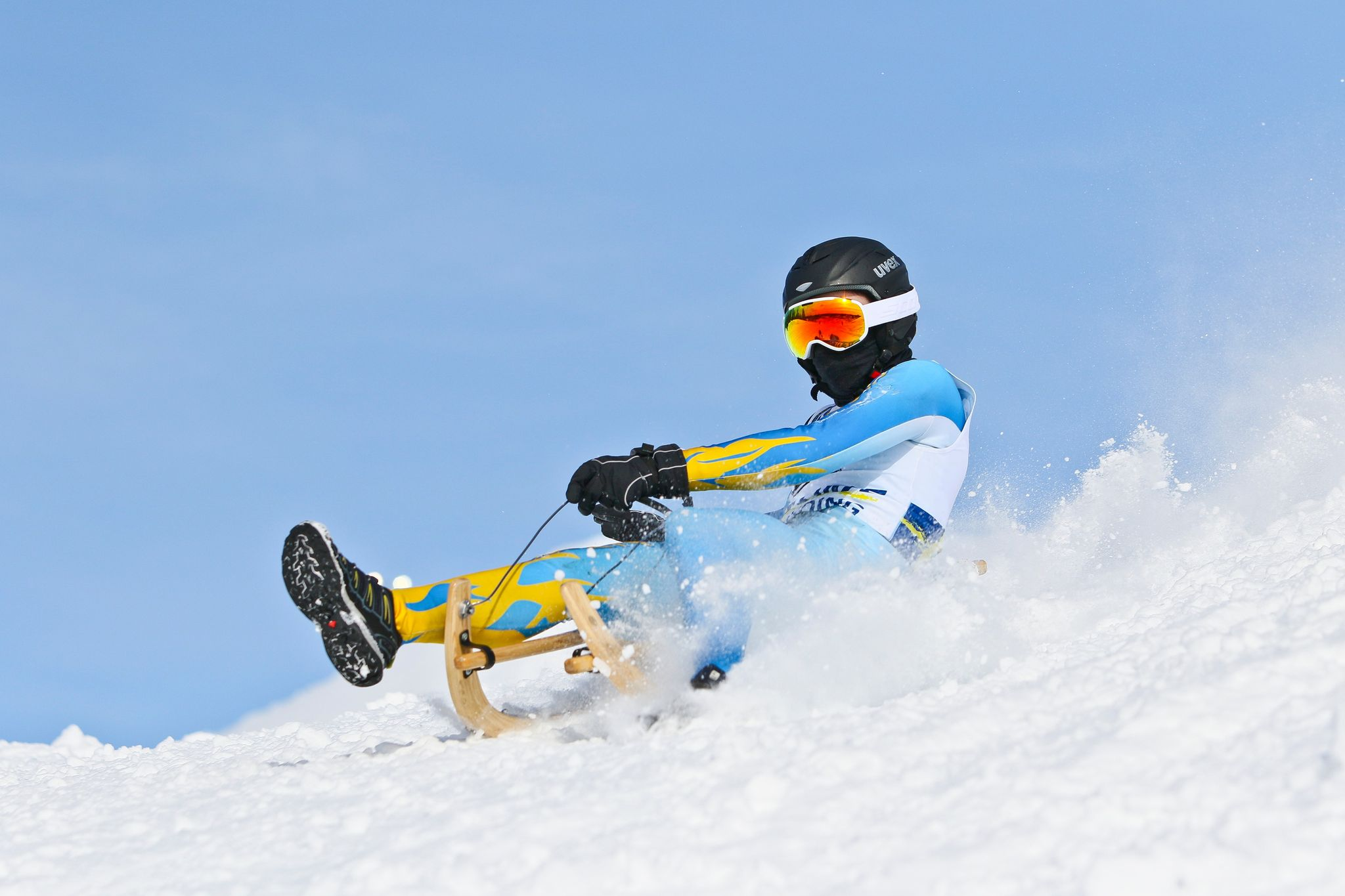
En utövare av kälksporten alpinrodel.

Svenska Kälksportförbundet var ett specialidrottsförbund för kälksport, såsom bobsleigh, skeleton, sledcross och rodel (alpinrodel, banrodel och naturrodel).

## Historik
- 1949 – Svenska Kälksportförbundet bildades  som Svenska Bob- och Rodelförbundet.
- 1952 – Invalt i Riksidrottsförbundet (RF).
- 2021 – Uteslutet ur RF från och med 1 januari 2021 (beslut RF:s stämma 26 maj 2019), med motivering att förbundet inte uppfyller kriteriet angående antalet medlemmar. [1]
- 2021 – Uppgick i Svenska Skridsko-, Kälk- och Rullidrottsförbundet 1 januari 2021, och blev på så sätt kvar i Riksidrottsförbundet.